# 不思議な夜
「不思議な夜」（ふしぎなよる）は、Base Ball Bearの19枚目のシングル。

## 解説
- 前作「文化祭の夜」から約1か月ぶりのリリースとなる2015年第3弾シングル。
- シリーズ“三十一”と題し、3か月連続3タイトルでCD+CDの2Discからなる「エクストリーム・シングル」の3作目。完全生産限定盤での発売。紙ジャケット仕様。
- DISC.2には、「ハードディスクでの永い眠りから今めざめたレアトラック集」と銘打った、バンド初となる蔵出しレアトラックスを収録[2]。
- オリコンチャートの2015年10月19日付週間CDシングルランキングでは、4,010枚を売り上げ21位にランクインした[3]。
- 2016年3月2日をもって、湯浅将平がBase Ball Bearから脱退したため、本人が正規メンバーとして演奏している最後のシングルとなった。

## 収録曲
DISC.1
1. 不思議な夜（作詞・作曲:小出祐介、編曲:Base Ball Bear、玉井健二）
  - 公式サイトには「正しくポップ&「キュン」とか言いたくないけどそれ以外に適切なオノマトペないっす&カーステとかでも聴きたいっすな楽曲」と紹介されている[4]。
  - 小出が東京女子流に提供するために制作していた曲。
  - 6thアルバム『C2』、ベストアルバム『増補改訂完全版「バンドBのベスト」』収録
  - 実質的な湯浅のラストライブとなっている「COUNTDOWN JAPAN 15/16」で最後に披露された。
2. 不思議な夜（Instrumental）
3. アルバム特報

DISC.2
- 蔵出しレアトラックス

1. HR ※2002年11月頃
2. メタモルフォーゼ真っ最中（DEMO） ※2003年初夏
3. 4D界隈（DEMO） ※2005年6月7日
4. ELECTRIC SUMMER（DEMO） ※2005年6月7日
5. 東京生まれ ※2006年8月30日
  - J-WAVE内マクドナルドラジオCMソング
  - 小出は歌詞に出てくる「東京タワーの代わりに」というフレーズを気に入っていたが尺の都合もありこのフレーズの繰り返しとなり、それがもったいないとの事から後に「東京」が制作された。
6. 17才（DEMO） ※2006年12月6日
7. ドラマチック（DEMO） ※2007年1月頃
8. 協奏曲（DEMO） ※2007年6月27日
9. カジュアルラヴ（ホリ・ショーヘイver.） ※2007年8月2日
10. image club（NK1 Mix ver.） ※2008年7月10日
11. SCHOOL GIRL FANTASY（足立房文Remix） ※2008年9月23日
  - フジファブリックの元ドラマーである足立房文によるリミックス。
12. 神々LOOKS YOU（DEMO） ※2008年12月12日
13. The Boy From Alone（DEMO） ※2009年7月頃 
  - 『(WHAT IS THE)LOVE & POP?』に収録されなかった曲。
14. beautiful wall（DEMO） ※2009年7月頃 
  - 『(WHAT IS THE)LOVE & POP?』に収録されなかった曲。制作段階では、「LOVE LETTER FROM HEART BEAT」の後に差し込まれていた。
  - 『CYPRESS GIRLS』に収録されている「beautiful wall(DUB)」の原型となる曲。
15. ヒカリナ（DEMO） ※2010年1月14日
16. クチビル・ディテクティヴ（DEMO） ※2010年2月18日
17. 17才（33才Remix by 高橋栗原） ※2010年7月13日
18. yellow（DEMO） ※2012年9月17日
19. 「それって、for 誰？」part.1（DEMO） ※2014年12月15日